# Станич
44°55′ пн. ш. 14°25′ сх. д. / 44.91° пн. ш. 14.41° сх. д.
Станич (хорв. Stanić) — населений пункт у Хорватії, в Приморсько-Горанській жупанії у складі міста Црес.

## Населення
Населення за даними перепису 2011 року становило 0 осіб.
Динаміка чисельності населення поселення:

## Клімат
Середня річна температура становить 13,59 °C, середня максимальна – 26,07 °C, а середня мінімальна – 1,92 °C. Середня річна кількість опадів – 1109 мм.
| Клімат поселення                              | Клімат поселення | Клімат поселення | Клімат поселення | Клімат поселення | Клімат поселення | Клімат поселення | Клімат поселення | Клімат поселення | Клімат поселення | Клімат поселення | Клімат поселення | Клімат поселення | Клімат поселення |
| Показник                                      | Січ.             | Лют.             | Бер.             | Квіт.            | Трав.            | Черв.            | Лип.             | Серп.            | Вер.             | Жовт.            | Лист.            | Груд.            |                  |
| Середній максимум, °C                         | 9,08             | 9,01             | 11,49            | 15,12            | 20,04            | 24,35            | 25,99            | 26,07            | 21,44            | 16,90            | 12,12            | 9,58             |                  |
| Середня температура, °C                       | 5,53             | 5,47             | 7,93             | 11,59            | 16,48            | 20,80            | 23,19            | 23,26            | 18,64            | 14,10            | 9,32             | 6,78             |                  |
| Середній мінімум, °C                          | 1,98             | 1,92             | 4,38             | 8,04             | 12,94            | 17,25            | 20,38            | 20,46            | 15,82            | 11,30            | 6,51             | 3,97             |                  |
| Норма опадів, мм                              | 94               | 76               | 78               | 80               | 72               | 80               | 47               | 73               | 112              | 139              | 144              | 114              |                  |
| Середньомісячна швидкість вітру, м/с          | 3.21             | 3.40             | 3.40             | 3.20             | 2.88             | 2.72             | 2.70             | 2.72             | 2.89             | 3.19             | 3.57             | 3.51             |                  |
| Середньомісячна сонячна радіація, кДж/м²·день | 4594             | 7452             | 10825            | 15444            | 19871            | 21553            | 23044            | 19871            | 14534            | 9358             | 5035             | 3907             |                  |
| --------------------------------------------- | ---------------- | ---------------- | ---------------- | ---------------- | ---------------- | ---------------- | ---------------- | ---------------- | ---------------- | ---------------- | ---------------- | ---------------- | ---------------- |
| Джерело:                                      |                  |                  |                  |                  |                  |                  |                  |                  |                  |                  |                  |                  |                  |